# إدي فورست
إدي فورست (بالإنجليزية: Eddie Forrest)‏ (17 ديسمبر 1978 بإدنبرة في المملكة المتحدة - ) هو لاعب كرة قدم بريطاني في مركز الدفاع. لعب مع نادي بارتيك ثيسل ونادي ماذرويل ونادي أردريونيانز ونادي ستيرلينغشير الشرقية ونادي ستيرلينغ ألبيون وأردريونيانز وبيرويك راينجرز ونادي اربوراث وفورفار أثلتيك ‏ ونادي آير يونايتد.

## وصلات خارجية
- إدي فورست على موقع قاعدة بيانات كرة القدم.إي يو (الإنجليزية)
- إدي فورست على موقع Soccerbase.com (لاعب) (الإنجليزية)